# フランシス・ホジソン・バーネット
フランシス・イライザ・ホジソン・バーネット（Frances Eliza Hodgson Burnett, 1849年11月24日 - 1924年10月29日）は、イギリス生まれのアメリカ合衆国の小説家、劇作家。バーネット夫人 (Mrs. Burnett) とも呼ばれる。

## 生涯
フランシス・イライザ・ホジソンはイギリスのマンチェスターに生まれたが、幼い頃に父を亡くし、1865年、16歳で一家とともにアメリカのテネシー州ノックスヴィルへと移住した。1868年、女性向け月刊雑誌『ゴーディズ・レディース・ブック』（Godey's Lady's Book）に『心とダイヤモンド』（Hearts and Diamonds）を発表する。1873年に医者のスワン・バーネット（Swan Burnett）とワシントンD.C.で結婚し、ライオネル（成人前に病死）とヴィヴィアンの2人の男の子をもうける。
1886年には『小公子』（Little Lord Fauntleroy）を雑誌『セント・ニコラス』（St. Nicholas Magazine）に発表する。児童向けとして書かれた本であったが、19世紀末当時の母親たちに大いに人気を博し、50万部を売り上げた。その影響により、バーネットの次男ヴィヴィアンをもとにした主人公セドリック・エロルのロングカールの髪型と、オスカー・ワイルドの正装をもとにしたレースの襟がついたベルベットのスーツ、通称「フォントルロイ・スーツ」が大流行した。
1888年、『セーラ・クルー』（Sara Crewe）を発表。この作品は1905年に『小公女』（A Little Princess）と改題されて書き直された。
1890年代半ばからは主にイングランドに居住したが、1905年にアメリカ合衆国の市民権を取得し、1909年に米国へ戻った。1911年、『秘密の花園』（The Secret Garden）を発表するが、生前のうちは反響が大きくなかった。1915年に『消えた王子』を発表。
ニューヨーク州プランドーム（Plandome）で余生を送り、同地にて死去した。

## 伝記
- アン・スウェイト『秘密の花園の向こうへ　フランシス・ホジソン・バーネットの生涯』

山内玲子訳、国書刊行会、2024年
- 川端有子『小説家フランシス・ホジソン・バーネット』玉川大学出版部、2021年